# Pazifikspiele 2023/Tennis
Bei den Pazifikspielen 2023 in Honiara, Salomonen wurden vom 17. bis 30. November 2023 sieben Wettbewerbe im Tennis ausgetragen. Ausgetragen wurden die Wettbewerbe am neu errichteten National Tennis Centre.

## Zeitplan
| Datum            | Fr. 17. | Sa. 18. | So. 19. | Mo. 20. | Di. 21.    | Di. 21.          | Mi. 22.  | Do. 23.  | Fr. 24.  | Sa. 25.      | So. 26. | Mo. 27.       | Di. 28.    | Mi. 29.          | Do. 30.          |
| ---------------- | ------- | ------- | ------- | ------- | ---------- | ---------------- | -------- | -------- | -------- | ------------ | ------- | ------------- | ---------- | ---------------- | ---------------- |
| Herreneinzel     |         |         |         |         |            |                  | 1. Runde | 2. Runde | 2. Runde | Achtelfinale |         | Viertelfinale |            | Halbfinale       | Platz 3 / Finale |
| Herrendoppel     |         |         |         |         |            |                  |          | 1. Runde | 1. Runde | Achtelfinale |         | Viertelfinale | Halbfinale |                  | Platz 3 / Finale |
| Herrenmannschaft | RR      | RR      |         | RR      | Halbfinale | Platz 3 / Finale |          |          |          |              |         |               |            |                  |                  |
| Dameneinzel      |         |         |         |         |            |                  | 1. Runde | 2. Runde | 2. Runde | Achtelfinale |         | Viertelfinale |            | Halbfinale       | Platz 3 / Finale |
| Damendoppel      |         |         |         |         |            |                  |          |          | 1. Runde | 1. Runde     |         | Viertelfinale | Halbfinale |                  | Platz 3 / Finale |
| Damenmannschaft  | RR      | RR      |         | RR      | Halbfinale | Platz 3 / Finale |          |          |          |              |         |               |            |                  |                  |
| Mixed            |         |         |         |         |            |                  | 1. Runde | 2. Runde | 2. Runde | Achtelfinale |         | Viertelfinale | Halbfinale | Platz 3 / Finale |                  |

- RR = Round Robin

## Herren

### Einzel
| Platz | Land            | Spieler           |
| ----- | --------------- | ----------------- |
| 1     | Neukaledonien   | Heremana Courte   |
| 2     | Tahiti          | Heve Kelley       |
| 3     | Papua-Neuguinea | Matthew Stubbings |

### Doppel
| Platz | Land    | Spieler                               |
| ----- | ------- | ------------------------------------- |
| 1     | Fidschi | Charles Cornish William O’Connell     |
| 2     | Tuvalu  | Faolina Tepa Haleti Maka Foster Ofati |
| 3     | Guam    | Camden Camacho Daniel Llarenas        |

### Mannschaft
| Platz | Land          | Spieler                                                      |
| ----- | ------------- | ------------------------------------------------------------ |
| 1     | Guam          | Daniel Llarenas Camden Camacho Mason Caldewell               |
| 2     | Tahiti        | Heimanaril Lai San Heve Kelley Reynald Taaroa Antoine Voisin |
| 3     | Neukaledonien | Louam Boivin Heremana Courte Nell Rollin                     |

## Damen

### Einzel
| Platz | Land            | Spielerin            |
| ----- | --------------- | -------------------- |
| 1     | Papua-Neuguinea | Abigail Tere-Apisah  |
| 2     | Samoa           | Annerly Georgopoulus |
| 3     | Samoa           | Eleanor Schuster     |

### Doppel
| Platz | Land      | Spielerin                                       |
| ----- | --------- | ----------------------------------------------- |
| 1     | Samoa     | Annerly Georgopoulus Elanor Schuster            |
| 2     | Salomonen | Zorika Dalice Morgan Georgimah Sauramoniabu Row |
| 3     | Fidschi   | Ruby Coffin Tarani Kamoe                        |

### Mannschaft
| Platz | Land            | Spielerin                                                                |
| ----- | --------------- | ------------------------------------------------------------------------ |
| 1     | Samoa           | Eleanor Schuster Annerly Georgopoulus Noelleda Ah San Mahinarangi Warren |
| 2     | Salomonen       | Philia Kerry Waita Zorika Dalice Morgan Georgimah Sauramoniabu Row       |
| 3     | Papua-Neuguinea | Pauline Hyun Abigail Tere-Apisah                                         |

## Mixed
| Platz | Land            | Spieler/in                            |
| ----- | --------------- | ------------------------------------- |
| 1     | Papua-Neuguinea | Abigail Tere-Apisah Matthew Stubbings |
| 2     | Tahiti          | Mehitia Boosie Antoine Voisin         |
| 3     | Fidschi         | Tarani Kamoe William O’Connell        |

## Medaillenspiegel
| Platz  | Land            | Gold | Silber | Bronze | Gesamt |
| ------ | --------------- | ---- | ------ | ------ | ------ |
| 1      | Samoa           | 2    | 1      | 1      | 4      |
| 2      | Papua-Neuguinea | 2    | —      | 2      | 4      |
| 3      | Fidschi         | 1    | —      | 2      | 3      |
| 4      | Neukaledonien   | 1    | —      | 1      | 2      |
| 4      | Guam            | 1    | —      | 1      | 2      |
| 6      | Tahiti          | —    | 3      | —      | 1      |
| 7      | Salomonen       | —    | 2      | —      | 2      |
| 8      | Tuvalu          | —    | 1      | —      | 1      |
| Gesamt | Gesamt          | 7    | 7      | 7      | 21     |